# Atrichocera laosensis
Atrichocera laosensis är en skalbaggsart som beskrevs av Stefan von Breuning 1965. Atrichocera laosensis ingår i släktet Atrichocera och familjen långhorningar.
Artens utbredningsområde är Laos. Inga underarter finns listade.